# Mânio Juvêncio Talna
Mânio Juvêncio Talna (m. 162 a.C.; em latim: Manius Juventius Thalna) foi um político da gente Juvência da República Romana eleito cônsul em 163 a.C. com Tibério Semprônio Graco.

## Carreira
Talna foi tribuno da plebe em 170 a.C. e, com seu colega "Cneu Aufídio", acusou o pretor "Caio Lucrécio" por sua conduta tirânica e opressiva na Grécia. Em 167 a.C., foi pretor peregrino e, no mesmo ano, apelou ao povo para que fosse declarada a guerra contra Rodes na esperança de assumir o comando da campanha. Mas falhou ao não consultar o Senado e sua proposta foi veementemente combatida pelos tribunos da plebe "Marco Antônio" e "Marco Pompônio".
Foi eleito cônsul em 163 a.C. com Tibério Semprônio Graco e recebeu o comando da campanha contra os corsos, que estavam rebelados e foram rapidamente derrotados. Como reconhecimento, o Senado lhe conferiu a honra de uma "ação de graças", mas ele não conseguiu celebrá-la pois, enquanto realizava os sacrifícios aos deuses romanos, sofreu um ataque cardíaco que o matou instantaneamente.